# 伊斯盧加火山

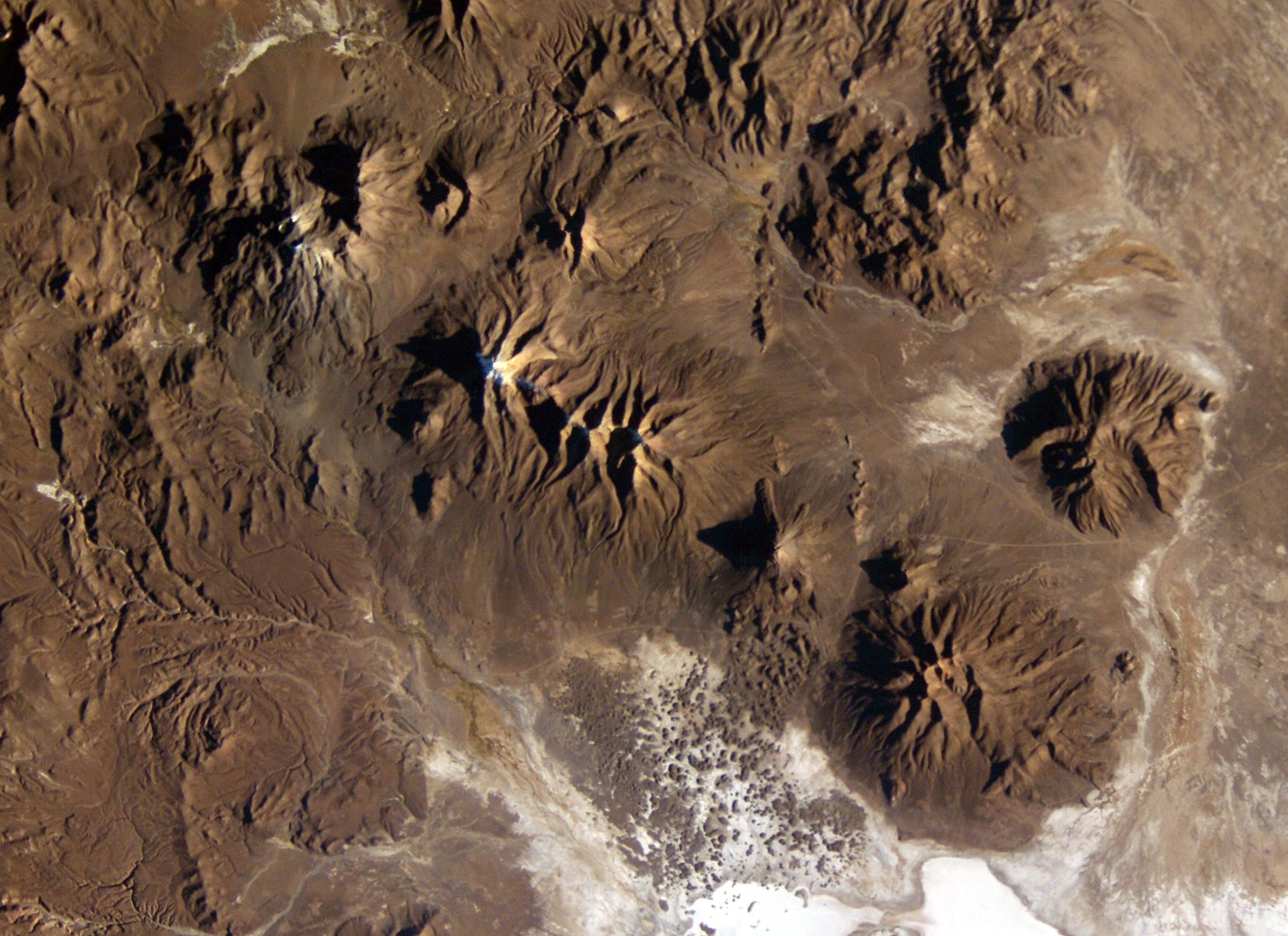

```
19°09′S
 
68°50′W

 / 

19.150°S 68.833°W

 / 
-19.150; -68.833
```

伊斯盧加火山是智利的火山，屬於安第斯山脈的一部分，毗鄰與玻利維亞接壤的邊境，海拔高度5,550米，最近一次火山噴發在1913年發生。